# Primarias del Partido Republicano de 2008 en California
Las Primarias del Partido Republicano de 2008 en California fueron el 5 de febrero de 2008 y tuvieron un total de 173 delegados en juego: tres por cada distrito congresional y 14 como "bonos" de delegados. El ganador en cada uno de los 53 distritos congresionales de California, será el que obtenga todos esos delegados. El ganador del estado ganará 11 de los 14 delegados en bonos, mientras que los otros 3 delegados no designados son líderes del partido. La votación para algunos votantes republicanos en la primaria republicana fueron restringidos al votar.

## Resultados
| Color: | Candidato se ha retirado antes de la primaria |

| Primaria presidencial republicana de California, 2008 | Primaria presidencial republicana de California, 2008 | Primaria presidencial republicana de California, 2008 | Primaria presidencial republicana de California, 2008 |
| Candidato                                             | Votes                                                 | Porcentaje                                            | Delegados Nacionales                                  |
| ----------------------------------------------------- | ----------------------------------------------------- | ----------------------------------------------------- | ----------------------------------------------------- |
| John McCain                                           | 2,432,459                                             | 42.29%                                                | 116                                                   |
| Mitt Romney                                           | 943,526                                               | 34.40%                                                | 3                                                     |
| Mike Huckabee                                         | 316,523                                               | 11.54%                                                | 0                                                     |
| Rudy Giuliani                                         | 124,447                                               | 4.54%                                                 | 0                                                     |
| Ron Paul                                              | 116,030                                               | 4.23%                                                 | 0                                                     |
| Fred Thompson                                         | 48,610                                                | 1.77%                                                 | 0                                                     |
| Duncan Hunter                                         | 13,442                                                | 0.49%                                                 | 0                                                     |
| Alan Keyes                                            | 10,943                                                | 0.40%                                                 | 0                                                     |
| John Cox                                              | 2,975                                                 | 0.11%                                                 | 0                                                     |
| Tom Tancredo                                          | 3,725                                                 | 0.14%                                                 | 0                                                     |
| Sam Brownback                                         | 2,313                                                 | 0.08%                                                 | 0                                                     |
| Totals                                                | 2,742,423                                             | 100.00%                                               | 119                                                   |